# Pittsburgh Athletic Club

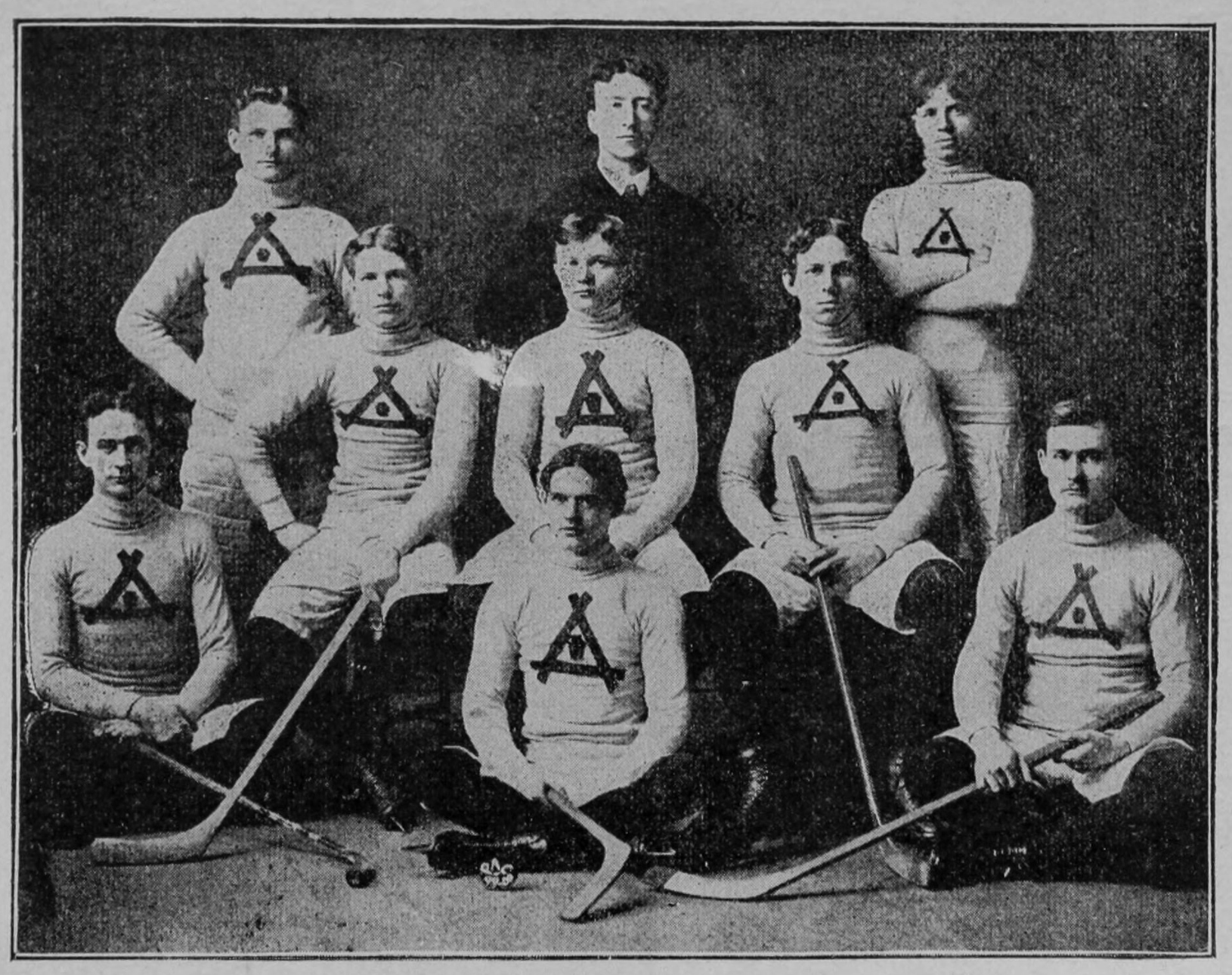
Pittsburgh Athletic Club omkring år 1900.

Pittsburgh Athletic Club, även kallat Pittsburgh AC eller Pittsburgh PAC, var ett amerikanskt ishockeylag från Pittsburgh, Pennsylvania som spelade i den semiprofessionella ligan Western Pennsylvania Hockey League åren 1896–1904 samt 1907–1909. Laget vann tre raka ligatitlar i WPHL åren 1898–1901. Pittsburgh Athletic Club spelade i karmosinröda och vita färger och klubbmärket föreställde en slutsten inom en triangel, som en referens till Pennsylvanias smeknamn "Keystone State".
Bland de spelare som representerade Pittsburgh Athletic Club under lagets nio säsonger i WPHL fanns Alf Smith, Albert Kerr, Frederick "Cyclone" Taylor, Ken Mallen, William "Pud" Hamilton, Billy Baird, Con Corbeau, William "Lady" Taylor och Garnet Sixsmith.